# رود آمور
رودخانه آمور (به روسی: Амур، به چینی: 黑龙江 هئی‌لونگ‌جیانگ (رود اژدهای سیاه)، به مغولی: ᠬᠠᠷᠠᠮᠦ᠌ᠷᠡᠨ ᠮᠤᠵᠢ، qaramüren، Хармөрөн، خار مورون، به منچو: ᠰᠠᡥᠠᠯᡳᠶᠠᠨ ᡠᠯᠠ، sahaliyan ula، ساهالیان اوُلا) دهمین رودخانه طویل جهان است که بخش‌هایی از آن مرز میان خاور دور روسیه و شمال شرق چین را تشکیل می‌دهد.
نام چینی این رود به معنی «رود اژدهای سیاه» و نام‌های مغولی و منچوی آن به معنی «رود سیاه» است. استان هیلونگ‌جیانگ چین و استان آمور روسیه نام خود را از این رودخانه گرفته‌اند.
آمور در مسیر خود از زمین‌های بیابانی، استپ‌ها، و همچنین مناطق توندرا و تایگا می‌گذرد.